# Rörelse Nu
Rörelse Nu (finska: Liike Nyt) är ett politiskt parti i Finland. Grundandet som politisk rörelse skedde i april 2018 och registreringen som parti 2019. 
I riksdagsvalet 2019 valdes rörelsens ordförande Harry Harkimo till riksdagen från Nylands valkrets. Harkimo har tidigare tillhört Samlingspartiet. 
Liike Nyt grundades ursprungligen som ett alternativ till de traditionella partierna och det traditionella politiska systemet, men i juni 2019 meddelade Harkimo att rörelsen planerar att bli ett parti.
I mitten av september meddelade Liike Nyt att rörelsen har samlat in de 5 000 namn som krävs för att registrera ett officiellt parti.

## Valresultat

### Riksdagsval
| År   | Röster | Andel | #   | Mandat  | +/-        | Regering   |
| ---- | ------ | ----- | --- | ------- | ---------- | ---------- |
| 2019 | 69 427 | 2,25% | 9:e | 1 / 200 | Nytt parti | Opposition |
| 2023 | 74 962 | 2,42% | 9:e | 1 / 200 | ▬ 0        | Opposition |

### Presidentval
| År   | Kandidat        | Omgång 1 | Omgång 1 | Omgång 1 | Omgång 2 | Omgång 2 | Omgång 2 | Vald |
| År   | Kandidat        | Röster   | %        | #        | Röster   | %        | #        | Vald |
| ---- | --------------- | -------- | -------- | -------- | -------- | -------- | -------- | ---- |
| 2024 | Hjallis Harkimo | 17 013   | 0,5      | 9:e      |          |          |          | Nej  |

### Europaparlamentsval
| År   | Röster                                       | Andel                                        | #                                            | Mandat                                       | +/-                                          |
| ---- | -------------------------------------------- | -------------------------------------------- | -------------------------------------------- | -------------------------------------------- | -------------------------------------------- |
| 2024 | Valförbund tillsammans med Kristdemokraterna | Valförbund tillsammans med Kristdemokraterna | Valförbund tillsammans med Kristdemokraterna | Valförbund tillsammans med Kristdemokraterna | Valförbund tillsammans med Kristdemokraterna |
| 2024 | 9 634                                        | 0,5                                          | 10:e                                         | 0 / 15                                       | Nytt parti                                   |